# Hyperglobulinemie
Hyperglobulinemie je označení pro stav, kdy je v krvi člověka či zvířete zvýšená koncentrace globulinů. Vzhledem k tomu, že podstatnou část globulinů v séru tvoří imunoglobuliny (protilátky), jde vlastně o zvýšení protilátek (nespecifiokované třídy) v krvi. Tento jev je nejčastěji následkem infekce (průnik antigenu do organismu) nebo alergického stavu.